# Liste der Brücken in Wien/Döbling
Diese Liste beinhaltet jene Wiener Brücken, die sich im 19. Bezirk Döbling befinden. Weitere Brücken, die an den 19. Bezirk grenzen oder sich nur teilweise auf seinem Bezirksgebiet befinden, von der Brückeninformation Wien aber anderen Bezirken zugeordnet sind, befinden sich in den jeweiligen Listen der angrenzenden Bezirke.

## Brücken
| Objekt / Teilobjekt                                                            | Foto | Lage                             | Verwaltung / Objektnr. | System                                      | Material                     | Brückenklasse                   | Länge (m) | Breite (m) | Baujahr | Anmerkungen                                                                                          |
| ------------------------------------------------------------------------------ | ---- | -------------------------------- | ---------------------- | ------------------------------------------- | ---------------------------- | ------------------------------- | --------- | ---------- | ------- | --- |
| Beethovensteg                                                                  | 1    | Radweg Standort                  | Gemeinde B195000       | Gewölbe offen                               | Beton mit Steinverkleidung   | Fußgängerbrücke Klasse I        | 4         | 4          | 1956    | |
| Billrothstraßenbrücke                                                          | 1    | Billrothstraße Standort          | Gemeinde B198800       | Balken/Plattentragwerk freiaufliegend       | Stahlbeton, Normalbeton      | Straßenbrücke Klasse I          | 13        | 26         | 1981    | |
| Bloschgassenbrücke                                                             | 1    | Gemeinde Standort                | Gewölbe offen B190400  | Stein, Ziegel                               | Straßenbrücke Klasse I       | 5 m                             | 8         | 1905       |         | |
| Brücken über die Glatzgasse                                                    | 1    | U-Bahn-Linie U6 Standort         | Wiener Linien 600143   |                                             |                              |                                 |           |            |         | Teil der ehem. Gürtellinie der Stadtbahn (Gestaltung: Otto Wagner).                                  |
| Brücken über die Gunoldstraße                                                  | 0 BW | U-Bahn-Linie U4 Standort         | Wiener Linien 400223   |                                             |                              |                                 |           |            |         | Brücke der U-Bahn-Linie U4 zwischen den Stationen Spittelau und Heiligenstadt.                       |
| Brücken über die Gunoldstraße                                                  | 0 BW | U-Bahn-Linie U4 Standort         | Wiener Linien 600147   |                                             |                              |                                 |           |            |         | Brücke der eingestellten Stadtbahnstrecke zwischen den Stationen Nußdorfer Straße und Heiligenstadt. |
| Durchlass 200 m oberhalb B1939                                                 | 1    | Höhenstraße Standort             | Gemeinde B194100       | Gewölbe geschlossen                         | Beton                        | Straßenbrücke Klasse I          | 10        | 8          | 1936    | |
| Durchlass 200 m oberhalb Objekt B1937                                          | 1    | Höhenstraße Standort             | Gemeinde B193900       | Gewölbe geschlossen                         | Beton-Stampfbeton            | Straßenbrücke Klasse I          | 4         | 27         | 1936    | |
| Durchlass für den Erbsenbach unter der Höhenstraße beim Spießweg               | 1    | Höhenstraße Standort             | Gemeinde B192600       | Rahmen offen                                | Stahlbeton, Normalbeton      | Straßenbrücke Klasse I          | 2         | 19         | 1936    | |
| Durchlass im Zuge des Gspöttgrabens                                            | 1    | Standort                         | Gemeinde B191800       | Balken/Plattentragwerk freiaufliegend       | Stahlbeton, Normalbeton      | Fußgängerbrücke Klasse I        | 2         | 3          | 2007    | |
| Durchlass unter der Höhenstraße bei Schwabenwiese                              | 1    | Höhenstraße Standort             | Gemeinde B193700       | Gewölbe geschlossen                         | Beton                        | Straßenbrücke Klasse I          | 11        | 10         | 1936    | |
| Durchlass unter Wanderweg neben B1939                                          | 1    | Radweg Standort                  | Gemeinde B194000       | Gewölbe                                     | Beton                        | Fußgängerbrücke Klasse I        | 7         | 3          | 1937    | |
| Durchlass unter Wanderweg neben B1941                                          | 1    | Radweg Standort                  | Gemeinde B194200       | Gewölbe geschlossen                         | Beton                        | Fußgängerbrücke Klasse II       | 7         | 8          | 1936    | |
| Durchlass unter Wanderweg neben Objekt B1937                                   | 1    | Standort                         | Gemeinde B193800       | Gewölbe geschlossen                         | Beton-Stampfbeton            | Fußgängerbrücke Klasse II       | 3         | 5          | 1936    | |
| Döblingersteg, Döblingersteg über Donaukanal                                   | 0 BW | Rampengasse Standort             | Gemeinde B191401       | Bogen-Stabbogen                             | Stahl mit orthotroper Platte | Fußgängerbrücke Klasse I        | 63        | 6          | 1947    | |
| Döblingersteg, TW über B227                                                    | 1    | Rampengasse Standort             | Gemeinde B191402       | Balken/Plattentragwerk freiaufliegend       | Stahlbeton, Normalbeton      | Fußgängerbrücke Klasse I        | 18        | 5          | 1975    | |
| Döblingersteg, TW linkes Ufer                                                  | 0 BW | Rampengasse Standort             | Gemeinde B191403       | Balken/Plattentragwerk freiaufliegend       | Stahlbeton, Normalbeton      | Fußgängerbrücke Klasse I        | 16        | 8          | 1974    | |
| Eduard-Reyer-Steg                                                              | 1    | Eduard-Reyer-Gasse Standort      | Gemeinde B195200       | Balken/Plattentragwerk freiaufliegend       | Stahlbeton, Normalbeton      | Fußgängerbrücke Klasse II       | 3         | 3          | 1925    | |
| Einlaufbauwerk Schreiberbach                                                   | 1    | Zahnradbahnstraße Standort       | Gemeinde B199600       |                                             |                              |                                 |           |            |         | |
| Einwölbung Hackhofergerinne                                                    | 1    | Standort                         | Gemeinde B197500       | Balken/Plattentragwerk freiaufliegend       | Stahlbeton, Normalbeton      | Fußgängerbrücke Klasse I        | 3         | 21         | 1966    | |
| Erbsenbachbrücke                                                               | 1    | Sieveringer Straße Standort      | Gemeinde B191900       | Gewölbe offen                               | Stahlbeton, Normalbeton      | Straßenbrücke Klasse I          | 3         | 21         | 1977    | |
| Eroica Gewölbe                                                                 | 1    | Eroicagasse Standort             | Gemeinde B195100       | Gewölbe offen                               | Stahlbeton, Normalbeton      | Straßenbrücke Klasse I          | 5         | 20         | 1961    | |
| Fischerhausbrücke                                                              | 1    | Höhenstraße Standort             | Gemeinde B192800       | Rahmen geschlossen                          | Stahlbeton, Normalbeton      | Straßenbrücke Klasse I          | 5         | 10         | 1936    | |
| Formanekgassenbrücke §12                                                       | 1    | Formanekgasse Standort           | ÖBB B199100            | keine Angabe                                | keine Angabe                 | Straßenbrücke Klasse I          | 15        | 12         | 1979    | |
| Franz-Ippisch-Steg                                                             | 1    | Rampengasse Standort             | Gemeinde B191500       | Balken/Plattentragwerk durchlaufend         | Stahl mit orthotroper Platte | Fußgängerbrücke Klasse I        | 157       | 3          | 1990    | |
| Gerinnedurchlass bei der Grotte                                                | 1    | Standort                         | Gemeinde B197000       | Gewölbe offen                               | Stahlbeton, Normalbeton      | Straßenbrücke Klasse I          | 1         | 24         | 1936    | |
| Gewölbe Hackhofergerinne                                                       | 0 BW | Treppelweg Standort              | Gemeinde B197400       | Rahmen                                      | Stahlbeton                   | Straßenbrücke Klasse I          | 5         | 19         | 1980    | |
| Gewölbe im Zuge der Höhenstraße                                                | 1    | Höhenstraße Standort             | Gemeinde B193400       | Gewölbe geschlossen                         | Beton-bewehrt (ON B4200/3)   | Straßenbrücke Klasse I          | 4         | 21         | 1936    | |
| Gewölbte Brücke über den Schreiberbach                                         | 1    | Kahlenberger Straße Standort     | Gemeinde B194900       | Gewölbe offen                               | Stahlbeton, Normalbeton      | Straßenbrücke Klasse I          | 9         | 5          | 1974    | |
| Grinzinger Steg                                                                | 1    | Grinzinger Steig Standort        | Gemeinde B194800       | Balken/Plattentragwerk freiaufliegend       | Stahlbeton, Normalbeton      | Fußgängerbrücke Klasse II       | 7         | 2          | 1922    | |
| Hackhoferbrücke                                                                | 0 BW | Klosterneuburger Straße Standort | Bund B197300           | Rahmen                                      | Stahlbeton                   | Straßenbrücke Klasse I          | 5         | 42         | 1980    | |
| Haidgrabenbrücke                                                               | 1    | Höhenstraße Standort             | Gemeinde B193300       | Gewölbe offen                               | Stahlbeton, Normalbeton      | Straßenbrücke Klasse I          | 7         | 12         | 1936    | |
| Hammerschmiedgrabenbrücke                                                      | 1    | Klosterneuburger Straße Standort | Bund B190900           | Rahmen geschlossen                          | Stahlbeton, Normalbeton      | Straßenbrücke Klasse I          | 1         | 34         | 1972    | |
| Haseläckersteg                                                                 | 1    | Standort                         | Gemeinde B192000       | Balken/Plattentragwerk freiaufliegend       | Stahlbeton, Normalbeton      | Fußgängerbrücke Klasse I        | 5         | 2          | 1926    | |
| Heiligenstädter Bogenbrücke                                                    | 1    | Standort                         | Gemeinde B199500       |                                             |                              |                                 |           |            |         | Tragwerk der Wiener Linien                                                                           |
| Heiligenstädter Brücke                                                         | 1    | Gunoldstraße Standort            | Gemeinde B191201       | Rahmen offen                                | Stahlbeton, Normalbeton      | Straßenbrücke Klasse I          | 92        | 21         | 1961    | |
| Heiligenstädter Brücke                                                         | 1    | Standort                         | B191202                |                                             |                              |                                 |           |            |         | |
| Heiligenstädter Brücke                                                         | 1    | Standort                         | B191203                |                                             |                              |                                 |           |            |         | Stiege abgetragen                                                                                    |
| Heiligenstädter Brücke                                                         | 1    | Standort                         | B191204                |                                             |                              |                                 |           |            |         | Stiege abgetragen                                                                                    |
| Heiligenstädter Brücke                                                         | 1    | Standort                         | B191205                |                                             |                              |                                 |           |            |         | |
| Heiligenstädter Hangbrücke                                                     | 0 BW | Klosterneuburger Straße Standort | Bund B195500           | Balken/Plattentragwerk durchlaufend         | Stahlbeton-FT mit Ortbeton   | Straßenbrücke Klasse I          | 881       | 8          | 1973    | |
| Hohe-Warte-Brücke über die Vorortelinie §12                                    | 1    | Döblinger Hauptstraße Standort   | ÖBB B199200            | keine Angabe                                | keine Angabe                 | keine Angabe                    | 15        | 22         | 1980    | |
| Häuserl am Roan-Brücke                                                         | 1    | Höhenstraße Standort             | Gemeinde B192400       | Balken/Plattentragwerk                      | Stahlbeton, Normalbeton      | Straßenbrücke Klasse I          | 4         | 10         | 1937    | |
| Johannes Steg                                                                  | 1    | Standort                         | Gemeinde B190200       | Balken/Plattentragwerk freiaufliegend       | Stahlbeton, Normalbeton      | Fußgängerbrücke Klasse I        | 3         | 2          | 1929    | |
| Jungherrensteg                                                                 | 0 BW | Standort                         | Gemeinde B190800       | Balken/Plattentragwerk freiaufliegend       | Stahlbeton, Normalbeton      | Fußgängerbrücke Klasse I        | 2         | 1          | 1965    | |
| Kahlenberger Steg                                                              | 1    | Gemeinde Standort                | Gemeinde B194500       | Rahmen offen                                | Stahlbeton, Normalbeton      | Fußgängerbrücke Klasse I        | 22        | 4          | 1937    | |
| Kahlenbergerdorfbrücke                                                         | 1    | Klosterneuburger Straße Standort | Bund B190500           | Balken/Plattentragwerk freiaufliegend       | Stahlbeton, Normalbeton      | Straßenbrücke Klasse I          | 7         | 19         | 1971    | |
| Klosterneuburger Hochstraße (TW 1)                                             | 0 BW | Klosterneuburger Straße Standort | Bund B195800           | Balken/Plattentragwerk durchlaufend         | Spannbeton-Ortbetontragwerk  | Straßenbrücke Klasse I          | 173       | 20         | 1983    | |
| Klosterneuburger Hochstraße (TW 1)                                             | 1    | Klosterneuburger Straße Standort | Bund B198600           | Balken/Plattentragwerk durchlaufend         | Spannbeton-Ortbetontragwerk  | Straßenbrücke Klasse I          | 207       | 19         | 1983    | |
| Klosterneuburger Hochstraße (TW 1)                                             | 1    | Klosterneuburger Straße Standort | Bund B195900           | Balken/Plattentragwerk durchlaufend         | Spannbeton-Ortbetontragwerk  | Straßenbrücke Klasse I          | 305       | 11         | 1983    | |
| Klosterneuburger Hochstraße (TW 3)                                             | 1    | Klosterneuburger Straße Standort | Bund B198400           | Balken/Plattentragwerk durchlaufend         | Spannbeton-Ortbetontragwerk  | Straßenbrücke Klasse I          | 255       | 20         | 1983    | |
| Klosterneuburger Hochstraße (TW 4)                                             | 0 BW | Klosterneuburger Straße Standort | Bund B198300           | Balken/Plattentragwerk durchlaufend         | Spannbeton-Ortbetontragwerk  | Straßenbrücke Klasse I          | 260       | 19         | 1983    | |
| Klosterneuburger Hochstraße (TW 4)                                             | 1    | Klosterneuburger Straße Standort | Bund B198500           | Balken/Plattentragwerk durchlaufend         | Spannbeton-Ortbetontragwerk  | Straßenbrücke Klasse I          | 313       | 20         | 1983    | |
| Klosterneuburger Hochstraße, TW 2                                              | 1    | Klosterneuburger Straße Standort | Bund B196000           | Balken/Plattentragwerk durchlaufend         | Spannbeton-Ortbetontragwerk  | Straßenbrücke Klasse I          | 118       | 23         | 1983    | |
| Knoten Nussdorf, TW 9                                                          | 1    | Klosterneuburger Straße Standort | Bund B196600           | Balken/Plattentragwerk durchlaufend         | Spannbeton-Ortbetontragwerk  | Straßenbrücke Klasse I          | 127       | 9          | 1983    | |
| Knoten Nussdorf, TW 7                                                          | 1    | Klosterneuburger Straße Standort | Bund B196301           | Balken/Plattentragwerk durchlaufend         | Spannbeton-Ortbetontragwerk  | Straßenbrücke Klasse I          | 136       | 12         | 1983    | |
| Knoten Nussdorf, TW 12                                                         | 1    | Klosterneuburger Straße Standort | Bund B196800           | Balken/Plattentragwerk durchlaufend         | Spannbeton-Ortbetontragwerk  | Straßenbrücke Klasse I          | 142       | 16         | 1983    | |
| Knoten Nussdorf, Abfahrt Nordbrücke Richtung Klosterneuburg                    | 0 BW | Donauufer Autobahn Standort      | ASFINAG B196401        | Balken/Plattentragwerk durchlaufend         | Spannbeton-Ortbetontragwerk  | Straßenbrücke Klasse I          | 255       | 10         | 1986    | |
| Knoten Nussdorf, Abfahrt B 14 auf B227                                         | 1    | Klosterneuburger Straße Standort | Bund B196100           | Balken/Plattentragwerk durchlaufend         | Spannbeton-Ortbetontragwerk  | Straßenbrücke Klasse I          | 273       | 11         | 1983    | |
| Knoten Nussdorf, TW 6                                                          | 1    | Klosterneuburger Straße Standort | Bund B196302           | Balken/Plattentragwerk freiaufliegend       | Spannbeton-Ortbetontragwerk  | Straßenbrücke Klasse I          | 85        | 11         | 1983    | |
| Knoten Nussdorf, Stiegenanlage (gesperrt)                                      | 0 BW | Donauufer Autobahn Standort      | ASFINAG B196402        |                                             | Beton                        | Fußgängerbrücke Klasse I        | 21        | 2          | 1986    | |
| Knoten Nussdorf (TW 10)                                                        | 1    | Klosterneuburger Straße Standort | Bund B195600           | Balken/Plattentragwerk durchlaufend         | Spannbeton-Ortbetontragwerk  | Straßenbrücke Klasse I          | 40        | 16         | 1983    | |
| Knoten Nussdorf (TW 4)                                                         | 1    | Klosterneuburger Straße Standort | Bund B198000           | Balken/Plattentragwerk durchlaufend         | Spannbeton-Ortbetontragwerk  | Straßenbrücke Klasse I          | 121       | 11         | 1983    | |
| Knoten Nussdorf neben Objekt 1981 (TW 11)                                      | 1    | Klosterneuburger Straße Standort | Bund B198200           | Balken/Plattentragwerk durchlaufend         | Spannbeton-Ortbetontragwerk  | Straßenbrücke Klasse I          | 102       | 9          | 1983    | |
| Knoten Nussdorf vor Objekt 1980 (TW 3)                                         | 1    | Klosterneuburger Straße Standort | Bund B198100           | Balken/Plattentragwerk durchlaufend         | Spannbeton-Ortbetontragwerk  | Straßenbrücke Klasse I          | 146       | 11         | 1983    | |
| Kohlenbrennerbrücke                                                            | 1    | Höhenstraße Standort             | Gemeinde B192900       | Rahmen geschlossen                          | Stahlbeton, Normalbeton      | Straßenbrücke Klasse I          | 13        | 12         | 1936    | |
| Krottenbachsteg                                                                | 1    | Standort                         | Gemeinde B197800       | Balken/Plattentragwerk freiaufliegend       | Holz-einfacher Holzbalken    | Fußgängerbrücke Klasse I        | 3         | 3          | 1960    | |
| Krottenbachstraßenbrücke                                                       | 1    | Krottenbachstraße Standort       | Gemeinde B198700       | Balken/Plattentragwerk freiaufliegend       | Stahlbeton, Normalbeton      | Straßenbrücke Klasse I          | 12        | 42         | 1980    | |
| Kuchelauer Brücke                                                              | 1    | Kuchelauer Hafenstraße Standort  | Gemeinde B190600       | Balken/Plattentragwerk freiaufliegend       | Verbund mit Stahlbetonplatte | Straßenbrücke Klasse I          | 9         | 12         | 1985    | |
| Kuchelauer Hafenbrücke, Hafenbrücke                                            | 1    | Klosterneuburger Straße Standort | Bund B195401           | Balken/Plattentragwerk freiaufliegend       | Stahlbeton, Normalbeton      | Straßenbrücke Klasse I          | 15        | 20         | 1971    | |
| Kuchelauer Hafenbrücke, Grundwasserwanne                                       | 1    | Klosterneuburger Straße Standort | Bund B195402           |                                             | Stahlbeton, Normalbeton      | Straßenbrücke Klasse I          |           |            | 1997    | |
| Kuchelauer Hafenbrücke, Stiegen bei ÖBB-TW zu Bushaltestelle                   | 1    | Klosterneuburger Straße Standort | Bund B195403           | keine Angabe                                | keine Angabe                 | keine Angabe                    |           |            |         | |
| Linienamtsgewölbe                                                              | 1    | Höhenstraße Standort             | Gemeinde B196900       | Gewölbe                                     | Stein-Ziegel                 | Straßenbrücke Klasse I          | 4         | 20         | 1890    | |
| Mukentalerbrücke                                                               | 1    | Mukenthalerweg Standort          | Gemeinde B194700       | Balken/Plattentragwerk freiaufliegend       | Stahlbeton, Normalbeton      | Feldwegbrücke Klasse I          | 4         | 4          | 1924    | |
| Nesselbachdurchlass                                                            | 1    | Höhenstraße Standort             | Gemeinde B193500       | Rahmen geschlossen                          | Stahlbeton, Normalbeton      | Fußgängerbrücke Klasse I        | 5         | 39         | 1957    | |
| Neuburgbrücke                                                                  | 1    | Sieveringer Straße Standort      | Gemeinde B192200       | Balken/Plattentragwerk freiaufliegend       | Stahlbeton, Normalbeton      | Straßenbrücke Klasse I          | 4         | 46         | 1963    | |
| Nussdorfer Brücke                                                              | 1    | Donauufer Autobahn Standort      | ASFINAG B191100        | Rahmen offen                                | Spannbeton-Ortbetontragwerk  | Straßenbrücke Klasse I          | 213       | 11         | 1964    | |
| Nussdorfer Steg                                                                | 1    | Standort                         | Gemeinde B190700       | sonstige Konstruktion                       | Stahl                        | Fußgängerbrücke Klasse I        | 48        | 4          | 1999    | |
| Obkirchersteg                                                                  | 1    | Obkirchergasse Standort          | Gemeinde B191600       | Balken/Plattentragwerk durchlaufend         | Stahlbeton, Normalbeton      | Fußgängerbrücke Klasse I        | 12        | 4          | 1963    | |
| Radwegbrücke Hammerschmiedgraben                                               | 0 BW | Radweg Standort                  | Gemeinde B197100       | Balken/Plattentragwerk freiaufliegend       | Stahlbeton                   | Fußgängerbrücke Klasse I        | 4         | 3          | 1950    | |
| Radwegbrücke Krottenbach                                                       | 0 BW | Krottenbachstraße Standort       | Gemeinde B199300       | Rahmen geschlossen                          | Stahlbeton, Normalbeton      | Fußgängerbrücke Klasse I        | 4         | 4          | 1970    | |
| Reisenbergbachsteg                                                             | 0 BW | Standort                         | Gemeinde B191700       | Balken/Plattentragwerk freiaufliegend       | Stahlbeton, Normalbeton      | Fußgängerbrücke Klasse I        | 4         | 2          | 1927    | |
| Saarplatz/Tallerbrunnergassenbrücke §12                                        | 1    | Ruthgasse Standort               | ÖBB B198900            | keine Angabe                                | keine Angabe                 | Straßenbrücke Klasse I          | 15        | 14         | 1979    | |
| Schemerlbrücke §12                                                             | 1    | Am Brigittenauer Sporn Standort  | Privat B191000         | sonstige Konstruktion                       | Stahl                        | keine Angabe                    | 54        | 6          | 1898    | |
| Schreiberbachsteg                                                              | 1    | Radweg Standort                  | Gemeinde B194600       | Balken/Plattentragwerk freiaufliegend       | Stahlbeton, Normalbeton      | Fußgängerbrücke Klasse II       | 2         | 2          | 1925    | |
| Schwabenwiesenunterführung                                                     | 1    | Höhenstraße Standort             | Gemeinde B193600       | Balken/Plattentragwerk freiaufliegend       | Stahlbeton, Normalbeton      | Straßenbrücke Klasse I          | 5         | 10         | 1934    | |
| Sieveringer Brücke                                                             | 1    | Höhenstraße Standort             | Gemeinde B192700       | Balken/Plattentragwerk mit Gelenkausbildung | Stahlbeton, Normalbeton      | Straßenbrücke Klasse I          | 49        | 11         | 1936    | |
| Silbergassenbrücke §12                                                         | 1    | Silbergasse Standort             | ÖBB B199000            | keine Angabe                                | keine Angabe                 | Straßenbrücke Klasse I          | 15        | 22         | 1980    | |
| Spießwegsteg                                                                   | 1    | Standort                         | Gemeinde B192100       | Balken/Plattentragwerk freiaufliegend       | Stahlbeton, Normalbeton      | Fußgängerbrücke Klasse I        | 4         | 2          | 1914    | |
| St. Georg-Brücke                                                               | 1    | Standort                         | Gemeinde B190300       | Balken/Plattentragwerk freiaufliegend       | Stahlbeton, Normalbeton      | keine Angabe                    | 5         | 3          | 1929    | |
| Steg im Japanischen Garten, Pagodensteg                                        | 1    | Standort                         | Gemeinde B199402       | Balken/Plattentragwerk freiaufliegend       | Holz                         | Fußgängerbrücke Klasse II       | 4         | 2          | 1991    | |
| Steg im Japanischen Garten, Japanischer Steg                                   | 1    | Standort                         | Gemeinde B199401       | Bogen                                       | Holz                         | Fußgängerbrücke Klasse II       | 7         | 2          | 1991    | |
| Steg neben B1943 (Wildgrubenbrücke)                                            | 1    | Radweg Standort                  | Gemeinde B194400       | Rahmen offen                                | Stahlbeton, Normalbeton      | Fußgängerbrücke Klasse II       | 3         | 4          | 1936    | |
| Steg neben Heiligenstädter Brücke                                              | 0 BW | Standort                         | Gemeinde B199701       |                                             |                              |                                 |           |            |         | Tragwerk über Donaukanal                                                                             |
| Steg neben Heiligenstädter Brücke                                              | 0 BW | Standort                         | Gemeinde B199702       |                                             |                              |                                 |           |            |         | Rampenbauwerk rechtes Donaukanalufer                                                                 |
| Steg neben Heiligenstädter Brücke                                              | 0 BW | Standort                         | Gemeinde B199703       |                                             |                              |                                 |           |            |         | Rampenbauwerk linkes Donaukanalufer                                                                  |
| Steg neben Objekt 1929 (Kohlenbrennerbrücke)                                   | 1    | Radweg Standort                  | Gemeinde B193000       | Balken/Plattentragwerk freiaufliegend       | Stahlbeton, Normalbeton      | Fußgängerbrücke Klasse II       | 7         | 3          | 1936    | |
| Steg neben Objekt 1933 (Haidgrabenbrücke)                                      | 1    | Standort                         | Gemeinde B193100       | Balken/Plattentragwerk freiaufliegend       | Stahlbeton, Normalbeton      | Fußgängerbrücke Klasse II       | 6         | 4          | 1936    | |
| Steg neben Objekt 1934 (Gewölbe im Zuge der Höhenstraße)                       | 1    | Standort                         | Gemeinde B193200       | Balken/Plattentragwerk freiaufliegend       | Stahlbeton, Normalbeton      | Fußgängerbrücke Klasse II       | 5         | 4          | 1936    | |
| Steg oberhalb Objekt 1922 (Neuburgbrücke)                                      | 1    | Gemeinde Standort                | Gemeinde B192300       | Balken/Plattentragwerk freiaufliegend       | Stahl mit Holzbohlen         | Fußgängerbrücke Klasse I        | 5         | 3          | 1980    | |
| Steg über den Erbsenbach                                                       | 1    | Standort                         | Gemeinde B197700       | Balken/Plattentragwerk freiaufliegend       | Stahlbeton, Normalbeton      | Fußgängerbrücke Klasse I        | 7         | 2          | 1965    | |
| Steg zur Höhle über den Gspöttgraben                                           | 1    | Standort                         | Gemeinde B197600       | Balken/Plattentragwerk freiaufliegend       | Stahlbeton, Normalbeton      | Fußgängerbrücke Klasse II       | 3         | 2          | 1972    | Die „Höhle“ oder „Grotte“ ist ein unter (Denkmalschutz) stehendes Objekt in Obersievering.           |
| Treppelwegbrücke                                                               | 0 BW | Treppelweg Standort              | Gemeinde B197200       | Balken/Plattentragwerk freiaufliegend       | Stahlbeton                   | Straßenbrücke Klasse I ohne RFZ | 16        | 5          | 1997    | |
| Tunnel Muthgasse, Zugang zur U 4                                               | 1    | Standort                         | Gemeinde B195300       | keine Angabe                                |                              | keine Angabe                    |           |            | 1990    | |
| Verlängerung des Döblinger Steges (rechtes Ufer), Kammer TW B227 unter B191402 | 0 BW | Donaukanal Straße Standort       | Bund B191300           | Balken/Plattentragwerk freiaufliegend       | Stahlbeton, Normalbeton      | Straßenbrücke Klasse I          | 18        | 5          | 1974    | |
| Waldbachsteig                                                                  | 1    | Waldbachsteig Standort           | Gemeinde B190100       | Balken/Plattentragwerk freiaufliegend       | Stahlbeton, Normalbeton      | Fußgängerbrücke Klasse I        | 2         | 2          | 1929    | |
| Wertheimsteinsteg                                                              | 1    | Standort                         | Gemeinde B197900       | Balken/Plattentragwerk freiaufliegend       | Stahl mit Holzbohlen         | Fußgängerbrücke Klasse II       | 9         | 2          | 1960    | |
| Wildgrubenbrücke                                                               | 1    | Höhenstraße Standort             | Gemeinde B194300       | Gewölbe offen                               | Stahlbeton, Normalbeton      | Straßenbrücke Klasse I          | 8         | 17         | 1935    | |
| Zierleitenbrücke                                                               | 1    | Höhenstraße Standort             | Gemeinde B192500       | Balken/Plattentragwerk                      | Stahlbeton, Normalbeton      | Straßenbrücke Klasse I          | 5         | 12         | 1939    | |